# جو پک
جو پک (انگلیسی: Joe Pack؛ زادهٔ april ۱۰, ۱۹۷۸ (۴۶ سال)) ورزشکار اسکی نمایشی اهل ایالات متحده آمریکا است.
وی در مسابقات کشوری و بین‌المللی در مجموع برندهٔ ۱ مدال نقره، ۲ مدال برنز شده‌است.